# Recuperare în caz de dezastru
Recuperarea în caz de dezastru (Disaster Recovery (DR)) este procesul de planificare pentru stabilirea modului de restabilire a rețelei de calculatoare și a serviciilor de rețea în caz de dezastre naturale sau erori umane.